# Rumer

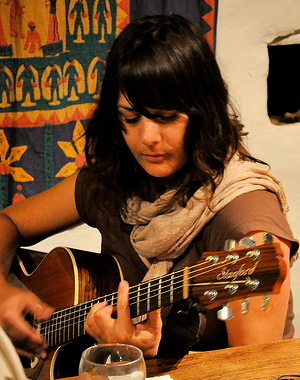
Rumer em 2010.

Rumer é o nome artístico da cantora e compositora britânica, Sarah Joyce (3 de junho de 1979, Islamabad, Paquistão). Esse nome artístico foi inspirado no autor Rumer Godden. A voz de Rumer foi descrita pelo The Guardian como parecida com a cantora Karen Carpenter. Apoiada por figuras importantes do cenário musical como Burt Bacharach, Jools Holland e Elton John, Rumer foi nomeada para três Brit awards em 13 de janeiro de 2011. Já se apresentou em vários festivais como no de Glastonbury
.

## Discografia

### Álbuns
- Seasons of My Soul (2010)
- Boys Don't Cry (2012)
- Into Colour (2014)
- This Girl's in Love: A Bacharach and David Songbook (2016)

### Singles
| Ano  | Single             | Melhor colocação nas paradas | Melhor colocação nas paradas | Melhor colocação nas paradas | Melhor colocação nas paradas | Melhor colocação nas paradas | Álbum              |
| Ano  | Single             | UK                           | BEL (FLA)                    | BEL (WAL)                    | IRL                          | NL                           | Álbum              |
| ---- | ------------------ | ---------------------------- | ---------------------------- | ---------------------------- | ---------------------------- | ---------------------------- | ------------------ |
| 2010 | "Slow"             | 16                           | 58                           | 41                           | 33                           | 61                           | Seasons of My Soul |
| 2010 | "Aretha"           | 72                           | —                            | —                            | —                            | 47                           | Seasons of My Soul |
| 2011 | "Am I Forgiven"    | —                            | 78                           | 59                           | —                            | —                            | Seasons of My Soul |
| 2011 | "I Believe In You" | —                            | —                            | —                            | —                            | —                            | Non-album singles  |
| 2011 | "I Wanna Roo You"  | —                            | —                            | —                            | —                            | —                            | Non-album singles  |
| 2012 | "P.F. Sloan"       | —                            | 52                           | —                            | —                            | —                            | Boys Don't Cry     |
| 2012 | "Sara Smile"       | —                            | —                            | —                            | —                            | —                            | Boys Don't Cry     |